# Oceania Rugby Junior Championship 2019
El Oceania Rugby Junior Championship del 2019 fue la quinta edición del torneo que organiza la Oceania Rugby.
Los partidos se llevaron a cabo en las instalaciones del Bond University de Gold Coast, Australia. El evento contó con 3 participantes oceánicos: Australia, Fiyi y Nueva Zelanda clasificados al Mundial Juvenil 2018, y Japón como invitado. El equipo asiático ya había sido invitado en la primera edición disputada en el 2015.
Por primera vez en la historia de la competición, Australia obtiene el torneo.

## Equipos participantes
- Selección juvenil de rugby de Australia (Junior Wallabies)
- Selección juvenil de rugby de Fiyi (Baby Flying Fijians)
- Selección juvenil de rugby de Japón (Japón M20)
- Selección juvenil de rugby de Nueva Zelanda (Baby Blacks)

## Posiciones
| Pos. | Equipo        | Encuentros | Encuentros | Encuentros | Encuentros | Tantos  | Tantos    | Tantos     | Puntos Bonus | Puntos Totales |
| Pos. | Equipo        | jugados    | ganados    | empatados  | perdidos   | a favor | en contra | diferencia | Puntos Bonus | Puntos Totales |
| ---- | ------------- | ---------- | ---------- | ---------- | ---------- | ------- | --------- | ---------- | ------------ | -------------- |
| 1    | Australia     | 3          | 3          | 0          | 0          | 104     | 14        | + 90       | 1            | 13             |
| 2    | Nueva Zelanda | 3          | 2          | 0          | 1          | 140     | 43        | + 97       | 2            | 10             |
| 3    | Fiyi          | 3          | 1          | 0          | 2          | 66      | 106       | - 40       | 0            | 4              |
| 4    | Japón         | 3          | 0          | 0          | 3          | 63      | 210       | - 147      | 0            | 0              |

Nota: Se otorgan 4 puntos al equipo que gane un partido, 2 al que empate y 0 al que pierda

## Resultados

### Primera fecha
| 26 de abril, 17:00 | Nueva Zelanda | 53 - 7  | Fiyi |  |  |
|                    |               | Reporte |      |  |  |

| 26 de abril, 19:00 | Australia | 64 - 14 | Japón |  |  |
|                    |           | Reporte |       |  |  |

### Segunda fecha[5]
| 30 de abril, 17:00 | Nueva Zelanda | 87 - 12 | Japón |  |  |
|                    |               | Reporte |       |  |  |

| 30 de abril, 19:00 | Australia | 16 - 0  | Fiyi |  |  |
|                    |           | Reporte |      |  |  |

### Tercera fecha
| 4 de mayo, 17:00 | Japón | 37 - 59 | Fiyi |  |  |
|                  |       | Reporte |      |  |  |

| 4 de mayo, 19:00 | Nueva Zelanda | 0 - 24  | Australia |  |  |
|                  |               | Reporte |           |  |  |

| Bandera de Australia |
| Campeón Australia    |
| Primer título        |